# Rozalla
Rozalla, właśc. Rozalla Miller (ur. 18 marca 1964 roku w Ndoli) – zambijska piosenkarka. Najbardziej znana z hitu Everybody’s Free (To Feel Good). Była supportem podczas trasy koncertowej Michaela Jacksona pt. Dangerous World Tour.

## Albumy
- 1992 Everybody’s Free
- 1995 Look No Further
- 1998 Coming Home
- 2009 Brand New Version

## Single
- 1990 "Born to Love You"
- 1991 "Everybody’s Free (To Feel Good)"
"Faith (In the Power of Love)"
- 1992 "Are You Ready to Fly"
"Love Breakdown"
"In 4 Choons Later"
- 1993 "Don’t Play With Me"
- 1994 "I Love Music"
"This Time I Found Love"
"You Never Love the Same Way Twice"
- 1995 "Baby"
"Losing My Religion"
- 1997 "Coming Home"
- 1998 "Don’t Go Lose It Baby"
"Friday Night" (with Phat 'N' Phunky)
- 2003 "Live Another Life" (with Plastic Boy)
- 2014 "Can You Feel The Love" (with David Anthony)